# Reserva San Pablo de Valdés
La reserva San Pablo de Valdés es un área natural protegida propiedad de la Fundación Vida Silvestre Argentina ubicada en la península de Valdés, en la patagonia argentina.

## Creación y objetivos
La superficie total de la península de Valdés y parte de su entorno marino había sido protegida en el año 2001 mediante la ley provincial n°. 4722.

En el año 2005, la Fundación Vida Silvestre Argentina adquirió las tierras pertenecientes a la estancia conocida como San Pablo de Valdés, con el objetivo de recuperar y fortalecer la preservación el patrimonio natural y cultural de un área significativa por su biodiversidad.

## Superficie y ubicación
La reserva se extiende en una superficie de 7360 ha, formando aproximadamente un rectángulo con orientación norte-sur. La reserva incluye 12 km de costa sobre el golfo Nuevo, a unos 25 km hacia el sur de la localidad de Puerto Pirámides. Hacia la zona central existe una amplia zona de dunas fijas y móviles que ocupa unas 2300 ha, aproximadamente un tercio de la superficie total de la reserva.

## Flora
Se han identificado varios ambientes vegetales estrechamente relacionados con las características variadas del relieve. La unidad que corresponde al área de meseta, caracterizada por su terreno plano y rocoso, presenta vegetación arbustiva herbácea que incluye ejemplares de quilembai (Chuquiraga avellanedae), llaoyin (Lycium chilense), molle blanco (Schinus johnstonii), tomillo (Troncosoa seriphioides), solupe (Ephedra ochreata) y algarrobillo patagónico (Prosopis denudans), que alternan con coirón amargo (Stipa speciosa) y coirón poa (Poa ligularis). En los sectores afectados antiguamente afectados al pastoreo se presentan agrupaciones ralas y aisladas de paja (Stipa tenuis), flechilla negra (Piptochaetium napostaense) y algunos yaoyín o fruto de víbora (Lycium chilense). El las áreas de dunas aparecen ejemplares de maqui u olivillo (Hyalis argentea), vidriera o jume (Suaeda divaricata) y matorro o usillo (Cyclolepis genistoides), también conocido como palo azul, entre otras especies.

## Fauna
Es frecuente la observación directa de ejemplares de guanaco (Lama guanicoe), mara (Dolichotis patagonum), zorro gris (Lycalopex griseus), peludo (Chaetophractus villosus), piche patagónico (Zaedyus pichiy), zorrino patagónico (Conepatus humboldtii), cuis chico (Microcavia australis), tucu tucu magallánico (Ctenomys magellanicus) y ratón colilargo bayo (Eligmodontia typus). Ocasionalmente se ha observado la presencia de pumas (Puma concolor) y gatos monteses (Oncifelis geoffroyi).
El hecho de estar incluida en el área protegida península Valdés, la reserva forma parte de las áreas importantes para la conservación de las aves en Argentina.

Se ha registrado la presencia de 60 especies de aves, entre las que se distinguen aquellas propias del ambiente de meseta patagónica y las típicas de costa oceánica. En el primer grupo las más abundantes son las loicas comunes (Sturnella loyca), las calandrias patagónicas (Mimus patagonicus), los canasteros (Asthenes spp.) y algunas rapaces como el aguilucho común (Geranoaetus polyosoma) y el halconcito colorado (Falco sparverius), entre otros. En la costa es habitual la presencia de gaviotas cocineras (Larus dominicanus), ostreros americano (Haematopus palliatus) y negro (Haematopus ater), cormoranes negro (Phalacrocorax brasilianus), imperial (Leucocarbo atriceps) y magallánico o de cuello negro (Phalacrocorax magellanicus), entre otros.